# Hobnox
Hobnox, fue un comunidad en línea alemán con sedes en Colonia, Berlín y Múnich, especializado en la distribución y publicación de contenidos multimedia en línea como: imágenes, películas y músicas, siendo este último el contenido más popular disponible a través de la plataforma web debido a su poderosa herramienta basada en un navegador de producción de música llamada "AudioTool" similar a ReBirth RB-338 de la compañía de Microsoft.

## Antecedentes
Hobnox GmbH, nació en Múnich (Alemania) el 25 de enero del año 2007 con el objetivo de permitir a los usuarios perteneciente de la comunidad Hobnox de convertirse en artistas creativos, mediante la creación de contenidos multimedias realizados a través de sus diferentes  como AudioTool y LiveTool. En un inicio la comunidad empezó con la creación canales de contenido de música y entretenimiento como: Sly-fi.com, 99stories.com, Str33t.org y Mi145.com, más adelante se añadieron nuevos portales creados por la comunidad.
Durante el año 2008 la comunidad lanza un concurso llamado Hobnox Evolution que permitía que los usuarios competir en la creación de contenido para ganar un premio de 30.000$ en las categorías música, cine y cultura; más de 1.500 proyectos participaron en el concurso. El éxito conseguido permitió que se realizara un segundo evento al poco tiempo después denominado Hobnox Evolution 2. En julio del mismo año la plataforma fue galardonada con el premio Grimme Online Award.
En el año 2010 la plataforma de entretenimiento Hobnox cierra la mayoría de su operación debido a no poder sustentar más económicamente el sitio web; solo la herramienta virtual AudioTool continua aun disponible a través del sitio web AudioTool.com, todas las demás herramientas como LiveTool cesaron sus actividades.

## Características
Como usuarios registrados, podríamos:
- Crear un perfil de usuario y formar parte de la comunidad.
- Producir música a través de la herramienta Audiotool.
- Crear canales y programas en directos (streaming) con el estudio virtual Livetool.
- Gozar de cientos de herramienta para crear contenidos profesionales.
- Ser descubierto por un equipo editorial y permitir presentar nuestro contenido.
- Conocer otros usuarios, participar en proyectos, y promocionar eventos.
- Apoyar otros artistas de la comunidad.[5]

### Estudios virtuales

#### AudioTool
Es un estudio de música digital que incluye numerosa herramientas de emulaciones como: Roland TR-808, TR-909 y TB-303, sintetizadores y switchs o pedales de efectos diversos , que puede producir:
- Compresión dinámica de rango.
- Reducción de profundidad de bits.
- Línea de retardo digital.
- Flanger.
- Ecualizador paramétrico.
- Eliminación gradual, o también conocido como ajuste de fase.
- Lanzamiento de Línea de retardo digital.
- Reverberación.
- Filtro paso-banda.
- Stereo Detunization (que produce una especie de efecto de coro).
- Distorsión.

En la actualidad AudioTool ha incluido nuevas funciones y nuevas herramientas paa el desarrollo de pistas y canciones.

#### LiveTool
Era una aplicación web, que permite producir y transmitir programas de TV en vivo, clips y videos en Internet a través Hobnox.com. Entre las cualidades de LiveTool encontramos:
- Radiodifusiónes.
- Dispositivo de detección de la cámara (automático / manual).
- 8 ranuras de medios diferentes.
- Visual plugins.
- Superposiciones y transiciones.
- Diferentes modos de emisión.
- Uso de Livesources y Mediasources.
- Modo de vista previa / modo en directo.
- Número de lecturas de usuarios que están viendo en una emisión.
- Livestream.

## Premios
- German IPTV Award — Ganador, Categoría "Diseño Creativo", 2008
- Grimme Online Award — Ganador, Categoría "Especial", 2008
- Flashforward Award — Ganador, Categoría "Sonido", 2008
- Red dot award — "Mejor de los Mejors", Categoría "Diseño de Comunicación", 2008
- LEADAWARDS — "Comunidad Virtual del Año", 2008
- Premios Webby — "Diario del Homenajeado", Categoría "Música", 2008
- Eco Internet Award — "Nominado", Categoría "Plataforma de Distribución de Contenido", 2008
- World Summit Award Germany — "Ganador", Categoría "e-Entretenimiento y Juegos", 2009
- LEADAWARDS — Ganador "Plateado", Categoría "TV Internet del Año", 2009[7]